# Santa Cruz Mixtepec
Santa Cruz Mixtepec là một đô thị thuộc bang Oaxaca, México. Năm 2005, dân số của đô thị này là 2984 người.